# 馬里科 (馬里)
馬里科（法語：Mariko），是馬里的城鎮，位於該國中部，由塞古區的尼奧諾省負責管轄，面積395平方公里，海拔高度257米，2009年人口16,986，人口密度每平方公里43人。